# Stazione di Romito Magra
La stazione di Romito Magra è una fermata ferroviaria dismessa, ubicata sulla linea Genova-Pisa, al servizio della frazione omonima del comune di Arcola e a 14 metri sul livello del mare.

## Storia
La fermata compare per la prima volta negli orari ferroviari all'inizio del 1946 nell'immediato dopoguerra. Concepita come impianto servito da traffico locale, rimase in esercizio fino al 1º giugno 1991, quando venne soppresso a partire dal cambio d'orario invernale/estivo.

## Strutture e impianti
La fermata sorge lungo la strada statale 1 Via Aurelia, poco distante dal fiume Magra e ad 1 km dall'abitato della frazione di riferimento. Quando era operativa, la stazione comprendeva nel suo bacino d'utenza, oltre a Romito Magra, la frazione di Trebiano e alcune zone periferiche di Piano di Arcola.
È posta in corrispondenza dell'incrocio tra vecchio e nuovo tracciato della Genova-Pisa e adiacente alla vecchia galleria di San Genesio, chiusa dal 1911. Disponeva di due binari passanti serviti entrambi da banchine, di cui quella del primo binario disponente di una piccola tettoia annessa al fabbricato viaggiatori. Era inoltre presente una garitta dedicata al ricovero di attrezzi.

### Architettura
La fermata disponeva di un fabbricato a 3 piani avente funzioni di abitazione per il personale della ferrovia, suddivisi in cantina, pian terreno e primo piano. Il pian terreno era composto di una cucina, una camera e un gabinetto collegato alle altre due stanze tramite un corridoietto; il primo piano era invece composto di due stanze e un ripostiglio.

## Movimento
|            | 1946 | 1950 | 1950 | 1960 | 1960 | 1970 | 1970 | 1980 | 1980 | 1990 | 1990 |
| D          | D    | P    | D    | P    | D    | P    | D    | P    | D    | P    |      |
| ---------- | ---- | ---- | ---- | ---- | ---- | ---- | ---- | ---- | ---- | ---- | ---- |
| Accelerati | 3    | 3    | 3    | 2    | 2    | 3    | 2    | ↓↓↓  | ↓↓↓  | ↓↓↓  | ↓↓↓  |
| Locali     |      |      |      |      |      |      |      | 4    | 1    | 2    | 0    |
| Misti      | 1    | 0    | 0    | †    | †    | †    | †    | †    | †    | †    | †    |

La fermata venne servita negli anni da treni in servizio prettamente locale, praticamente mai superando la media dei 4 treni per direzione, all'inizio accelerati e qualche misto, poi sostituiti dai locali fino alla soppressione nella prima metà del 1991.

### Annotazioni
1. ↑  Identificati in orario con le sigle "Acc" o "A". Se effettuati con materiale leggero venivano riportati con le sigle "AT" (automotrici) o "ET" (elettromotrici).

### Orari
- Ministero delle Comunicazioni, Quadro 50 (London-Paris-Lyon-Modane-Torino-Alessandria)-Genova-Pisa-Firenze-(Livorno-Roma), in Orario Generale Ferrovie dello Stato - Ferrovie secondarie - Tranvie - Servizi lacuali - Navigazione marittima e aerea, validità dal 1º al 28 febbraio 1946,  p. 6. URL consultato il 1º novembre 2021.
- Ministero delle Comunicazioni, Orario Generale Ferrovie dello Stato - Ferrovie secondarie - Tranvie - Servizi lacuali - Navigazione marittima e aerea, su archiviofondazionefs.it, validità dal 1º al 31 gennaio 1950,  pp. 44-45, 50-51. URL consultato il 26 ottobre 2021.
  -  Ministero delle Comunicazioni, Quadro 50 (London-Paris-Lyon-Modane-Torino-Alessandria)-Genova-Pisa-Firenze-(Livorno-Roma), su archiviofondazionefs.it, validità dal 1º al 31 gennaio 1950,  p. 45. URL consultato il 26 ottobre 2021.
  -  Ministero delle Comunicazioni, Quadro 50 (Roma-Livorno)-Firenze-Pisa-Genova-(Alessandria-Torino-Modane-Lyon-Paris-London), su archiviofondazionefs.it, validità dal 1º al 31 gennaio 1950,  p. 50. URL consultato il 26 ottobre 2021.
  -  Ministero delle Comunicazioni, Quadro 50 (Roma-Livorno)-Firenze-Pisa-Genova-(Alessandria-Torino-Modane-Lyon-Paris-London), su archiviofondazionefs.it, validità dal 1º al 31 gennaio 1950,  p. 51. URL consultato il 26 ottobre 2021.
- Ministero delle Comunicazioni, Orario Generale Ufficiale per le ferrovie italiane dello Stato, su archiviofondazionefs.it, validità dal 29 maggio al 1º ottobre 1960,  pp. 321-323, 332-335. URL consultato il 26 ottobre 2021.
  -  Ministero delle Comunicazioni, Quadro 250 (London-Paris-Lyon-Modane-Torino-Alessandria)-Genova-Pisa-Firenze-(Livorno-Roma), su archiviofondazionefs.it, validità dal 29 maggio al 1º ottobre 1960,  p. 322. URL consultato il 26 ottobre 2021.
  -  Ministero delle Comunicazioni, Quadro 250 (Roma-Livorno)-Firenze-Pisa-Genova-(Alessandria-Torino-Modane-Lyon-Paris-London), su archiviofondazionefs.it, validità dal 29 maggio al 1º ottobre 1960,  p. 332. URL consultato il 26 ottobre 2021.
  -  Ministero delle Comunicazioni, Quadro 250 (Roma-Livorno)-Firenze-Pisa-Genova-(Alessandria-Torino-Modane-Lyon-Paris-London), su archiviofondazionefs.it, validità dal 29 maggio al 1º ottobre 1960,  p. 333. URL consultato il 26 ottobre 2021.
- Ministero delle Comunicazioni, Orario Generale Ufficiale per le ferrovie italiane dello Stato. Periodo invernale, su archiviofondazionefs.it, validità dal 27 settembre 1970 al 31 maggio 1971,  pp. 165-167, 176-179, 181. URL consultato il 26 ottobre 2021.
  -  Ministero delle Comunicazioni, Quadro 50 (Paris Lyon)-Modane-Torino-Alessandria-Genova-Pisa-Livorno-Roma, su archiviofondazionefs.it, validità dal 27 settembre 1970 al 31 maggio 1971,  p. 166. URL consultato il 26 ottobre 2021.
  -  Ministero delle Comunicazioni, Quadro 50 Roma-Livorno-Pisa-Genova-Alessandria-Torino-Modane-(Paris Lyon), su archiviofondazionefs.it, validità dal 27 settembre 1970 al 31 maggio 1971,  p. 176. URL consultato il 26 ottobre 2021.
- Azienda autonoma delle Ferrovie dello Stato, Il Treno nel periodo estivo. Orario ufficiale delle ferrovie italiane dello Stato, su archiviofondazionefs.it, validità dal 1º giugno al 27 settembre 1980,  pp. 163-167, 176-180. URL consultato il 26 ottobre 2021.
  -  Azienda autonoma delle Ferrovie dello Stato, Quadro 50 Modane-Torino-Alessandria-Genova-Pisa-Livorno-Roma, su archiviofondazionefs.it, validità dal 1º giugno al 27 settembre 1980,  p. 165. URL consultato il 26 ottobre 2021.
  -  Azienda autonoma delle Ferrovie dello Stato, Quadro 50 Modane-Torino-Alessandria-Genova-Pisa-Livorno-Roma, su archiviofondazionefs.it, validità dal 1º giugno al 27 settembre 1980,  p. 166. URL consultato il 26 ottobre 2021.
  -  Azienda autonoma delle Ferrovie dello Stato, Quadro 50 Modane-Torino-Alessandria-Genova-Pisa-Livorno-Roma, su archiviofondazionefs.it, validità dal 1º giugno al 27 settembre 1980,  p. 167. URL consultato il 26 ottobre 2021.
  -  Azienda autonoma delle Ferrovie dello Stato, Quadro 50 Roma-Livorno-Pisa-Genova-Alessandria-Torino-Modane, su archiviofondazionefs.it, validità dal 1º giugno al 27 settembre 1980,  p. 177. URL consultato il 26 ottobre 2021.
- Ente Ferrovie dello Stato, Il Treno. Orario ufficiale delle ferrovie italiane. Edizione estiva, su archiviofondazionefs.it, validità dal 27 maggio al 29 settembre 1990,  pp. 179-184, 193-198. URL consultato il 26 ottobre 2021.
  -  Ente Ferrovie dello Stato, Quadro 50 Modane-Torino-Alessandria-Genova-Pisa-Livorno-Roma, su archiviofondazionefs.it, validità dal 27 maggio al 29 settembre 1990,  p. 179. URL consultato il 26 ottobre 2021.
  -  Ente Ferrovie dello Stato, Quadro 50 Modane-Torino-Alessandria-Genova-Pisa-Livorno-Roma, su archiviofondazionefs.it, validità dal 27 maggio al 29 settembre 1990,  p. 180. URL consultato il 26 ottobre 2021.